# Cratere Crivitz
Crivitz  è un cratere sulla superficie di Marte.